# 히든 라이프
《어 히든 라이프》(A Hidden Life)는 2019년 개봉한 테런스 맬릭 감독의 역사 드라마 영화이다. 제2차 세계대전 당시 자기 신념을 위해 나치 독일에 맞섰던 오스트리아의 군인 프란츠 예거슈테터의 이야기를 다룬다. 아우구스트 딜이 예거슈테터 역을 연기한다. 제목 '라데군트'는 예거슈테터가 살았던 장크트라데군트 마을을 의미한다. 제72회 칸 영화제(2019) 황금종려상 경쟁후보작이다. 폭스 서치라이트 픽처스라는 이름으로 배급한 마지막 영화이다.

## 출연진
- 아우구스트 딜 - 프란츠 예거슈테터
- 발레리 파흐너 - 프란치스카 예거슈테터
- 미카엘 뉘크비스트 - 요제프 플리센 주교
- 위르겐 프로흐노 - 슐레겔 중령
- 마티아스 스후나르츠 - 헤르더
- 프란츠 로고스키 - 발들란
- 토비아스 모레티 - 페르디난트 퓌르트하워
- 울리히 마테스 - 로렌츠 슈바닝거
- 막스 마우프 - 슈테르츠
- 마르틴 부트케 - 킬 중령
- 요한 레이센 - 올렌도르프
- 마리아 지몬 - 레지
- 조피 로이스 - 고모
- 카를 마르코비츠 - 중령
- 브루노 간츠 - 판사
- 알렉산더 라준 - 판사
- 니콜라스 라잉케 - 신부